# Universidade Livre (boletim)
Universidade Livre : boletim mensal  foi lançado pela instituição que lhe dá nome: a «Universidade Livre - para a Educação Popular», estabelecida em Lisboa em Dezembro de 1911, com o objetivo de «promover, tanto quanto possível, a educação moral, social, estética e cientifica do povo português». Dois anos depois, em Janeiro de 1914, a Universidade Livre iniciou a publicação do Boletim mensal (que manteve até Dezembro de 1916), assumindo a partir de Outubro do mesmo ano, a sua posição pró-intervenção de Portugal na Primeira Guerra Mundial. A nível de colaboração, vários são os intelectuais que assinam, entre os quais: António Cabreira, Manuel Soares Melo e Simas e Tomás da Fonseca. Esta publicação periódica pertence à rede de Bibliotecas municipais de Lisboa.